# Éric Adam
Éric Adam (* 2. Mai 1966 in La Louvière) ist ein belgischer Comicautor.

## Werdegang
Nach dem Studium der Schönen Künste in Brüssel und weiteren Studiengängen begann Éric Adam als Comicautor zu arbeiten.
An der Seite von Xavier Fauche durfte er an drei bereits etablierten Serien mitwirken. Nach Un bec en or folgten vier weitere Kurzgeschichten für Marsupilami, die in den Alben Rififi in Palumbien und Huba Banana abgedruckt wurden. Außerdem entstand Das Kamel für Rantanplan und O.K. Corral für Lucky Luke. Es waren seine zwei ersten albenlangen Geschichten.
Nach diesem Einstieg im humoristischen Fach wechselte Éric Adam zum realistischen Comic.

## Werke
- Marsupilami (1995–1997)
- Rantanplan (1997)
- Lucky Luke (1997)
- Les contes du 7ème souffle (2002–2006)
- La tranchée (2006)
- Nil (2007–2009)
- Sherlock (2008)
- Les carrés (2008–2010)
- D’Artagnan! (2008–2009)
- Petite mort en un acte (2009)
- Neige Fondation (2010–2012)
- L’assassinat du père Noël (2010)
- Le pendule de Foucault (2012)
- Versailles (2012)
- Le triangle secret - Hertz (2012)